# Bitwa pod Apollonią
Bitwa pod Apollonią – starcie zbrojne, które miało miejsce w 214 p.n.e. w trakcie pierwszej wojny rzymsko-macedońskiej, będące pierwszą poważną porażką Filipa V.
W 214 p.n.e. Filip V Antygonida przemaszerował przez Epir, chcąc połączyć się tam z wojskami swoich greckich sojuszników. Równocześnie flotę, która mogła liczyć ponad 200 lekkich okrętów, wysłał z kolejnymi wojskami do ujścia rzeki Aoos. Połączona armia uderzyła na Apollonię, ale szturm się nie powiódł. Filip zdobył więc port Orikon, gdzie zostawił mały garnizon i rozpoczął regularne oblężenie Apolonii. Obrońcy Orikonu zdołali zawiadomić stacjonującego w Brundisium Waleriusza Lewinusa, który natychmiast przerzucił przez Cieśninę Otranto armię liczącą co najmniej 6 tys. legionistów, zdobył Orikon i potajemnie przerzucił 2000 żołnierzy do Apollonii. Następnie Apollończycy i Rzymianie, dowodzeni przez Kwintusa Newiusza Kristę, przeprowadzili nocą niespodziewaną wycieczkę, wywołując panikę w obozie Filipa. Macedończycy stracili 3000 zabitych lub pojmanych, a także wszystkie machiny oblężnicze wciągnięte do miasta. Równocześnie eskadra ponad 50 ciężkich kwinkwerem zablokowała flotę macedońską. W tej sytuacji Filip po spaleniu floty wycofał się do Macedonii, unikając wrogich mu Ilirów i Dardanów.
Rzym przyłączył doskonały port Orikon do swojego protektoratu, ustanawiając blokadę Cieśniny Otranto, a Filip stracił flotę, której budowa była bardzo kosztowna. Porażka pod Apolonią była też wielkim ciosem dla prestiżu Filipa V.